# Generální kortesy
Generální kortesy (španělsky Las Cortes Generales) je španělský a portugalský název pro stavy, resp. parlament.

## Historie
Systém kortesů vznikl ve Španělsku ve středověku jako součást feudálních vládních struktur. Corte byla rada tvořená nejvýznamnějšími feudály z nejbližšího okolí krále. První kortesy vznikly v Leónském království roku 1188. Po sloučení Leónu a Kastilie význam kortesů poklesl. S pokračující reconquistou šlechta chudla, protože nesla hlavní tíhu nákladů, zatímco bohatství měšťanů narůstalo. Aby získal další příjmy, zval král do kortesů jejich zástupce. Fueros, kteří byli garanty městských svobod, byli častými přispěvateli do státní pokladny. Tehdy vzrostla moc kortesů a ty mohly odporovat králi a vetovat jeho rozhodnutí. Hlavními spornými body bylo snižování a zvyšování daní. Po sjednocení Španělska nebyly kortesy legálně sjednoceny a stavy aragónské i navarrské zůstaly samostatné až do roku 1716, respektive 1812. V období zlatého španělského věku se stala role kortesů formální. Během španělské války za nezávislost vykonávaly Cádizské kortesy funkci vlády v exilu a roku 1812 přijaly ústavu. Od té doby vykonávaly kortesy podobné funkce jako jiné evropské parlamenty.

### Habsburská vláda (16.–17. století)

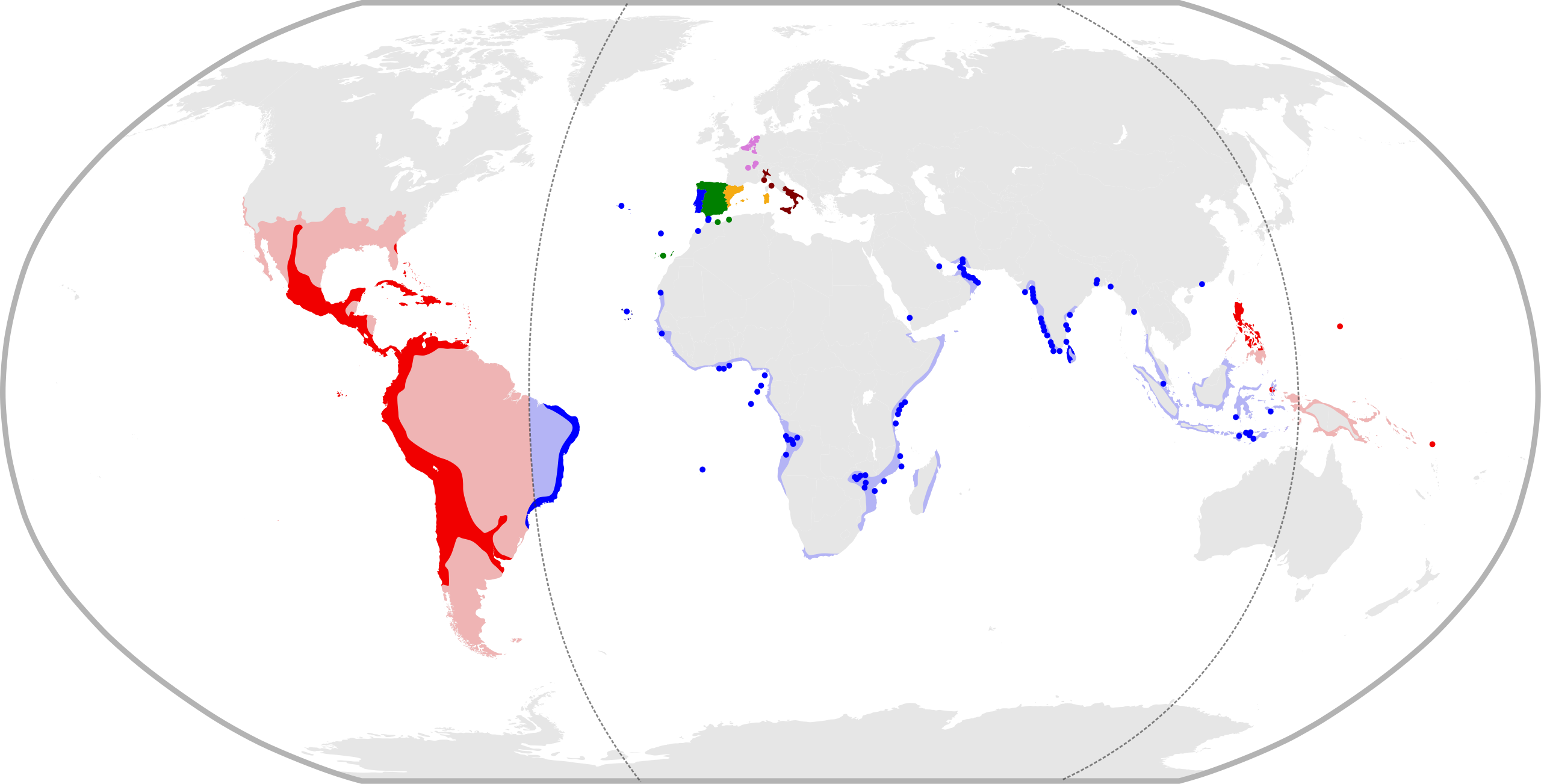
Mapa Iberské unie za vlády Filipa II. v roce 1598 s vyznačenými pravomocemi různých kortesů říše
Území spravovaná Radou Kastilie
Území spravovaná Radou Aragonie
Území spravovaná Radou Portugalska
Území spravovaná Radou Itálie
Území spravovaná Radou pro Indie
Území spravovaná Radou Flander

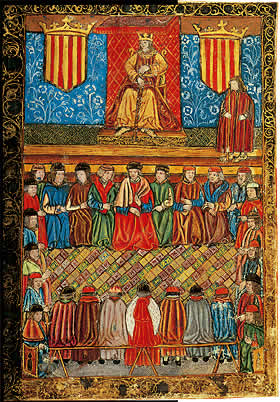
Zasedání katalánských kortesů v 15. století

Počínaje katolickými Veličenstvy Isabelou a Ferdinandem, personální unie nad různými španělskými královstvími umožnila panovníkům omezit moc grandů a měšťanů. Královna Isabela měla zpočátku potíže se získáním finančních prostředků na výpravy Kryštofa Kolumba v 90. letech 15. století, avšak její vnuk, habsburský císař Karel V. (jako Karel I. ve Španělsku), snadno financoval expedici Fernãa de Magalhãese v roce 1519. Následně v roce 1529 bez jakékoli konzultace s toledskými kortesy prodal všechna španělská práva na Kořeninové ostrovy (dnešní Moluky v Indonésii). Povstání komunérů v roce 1520 mělo za cíl zvrátit tento trend a posílit roli kortesů, avšak bylo poraženo královskými silami konstábla v bitvě u Villalaru v roce 1521 a následně brutálně potlačeno.
Po reorganizaci si kortesy udržely určitý vliv nad financemi říše – zejména v Aragonském království – ale jejich role byla omezena na poradní orgán. Za vlády Filipa II. byli delegáti kastilských kortesů finančně závislí na koruně. Imperiální kortesy a jejich deputace (španělsky: Diputación General de Cortes) se primárně zabývaly dohledem nad předchozími dohodami a výběrem daní v Kastilii a širší říši; samostatné deputace vykonávaly podobnou práci v Aragonii a Navaře.
V 17. století kortesy získaly zpět část svého bývalého vlivu, protože opakované státní bankroty přivedly monarchii do finanční závislosti na nich. Řízení každodenní vlády se ujali zástupci krále, včetně hraběte-vévody z Olivares. Za vlády mladého a chronicky nemocného Karla II. měly kastilské kortesy dokonce odpovědnost za jmenování jeho matky Marie Anny regentkou.

## Současnost
V současnosti mají Generální kortesy podle ústavy z roku 1976 dvě komory:
- Kongres poslanců (Congreso de los Diputados – 350 poslanců)
- Senát (Senado – 265 senátorů v roce 2021).